# Klebsiella pneumoniae
Klebsiella pneumoniae è un batterio Gram-negativo, a forma di bastoncino, e, clinicamente, il membro più importante del genere Klebsiella (enterobacteriaceae). Il nome del genere è un omaggio al batteriologo tedesco Edwin Klebs (1834–1913).
Klebsiella pneumoniae può provocare polmonite batterica, sebbene sia più comunemente coinvolta in infezioni acquisite in ospedale nel tratto urinario e in ferite, con particolare riferimento a individui immunocompromessi. 
Klebsiella pneumoniae è diventata una infezione nosocomiale in crescita dato che continuano ad apparire ceppi antibiotico-resistenti.
Lo scienziato danese Hans Christian Gram (1853–1928) ha sviluppato la tecnica nota come colorazione di Gram nel 1884 per distinguere la Klebsiella pneumoniae dallo Streptococcus pneumoniae.
Dalla Klebsiella pneumoniae viene estratta la klebsprotina (conosciuta anche con il nome di RU41740), una glicoproteina che in diversi studi sperimentali si è dimostrata efficace nel favorire la resistenza alle infezioni.

## Rilevanza clinica
Di solito le persone sane non contraggono le infezioni da Klebsiella. Come l'Escherichia coli, i batteri del genere Klebsiella sono frequenti colonizzatori dell'intestino nell'uomo e in altri vertebrati dove non causano infezioni.  Come regola generale, le infezioni da Klebsiella si osservano soprattutto nelle persone con un sistema immunitario indebolito. Spesso, l'infezione colpisce uomini di mezza età e anziani con malattie debilitanti: diabete, alcolismo, tumori maligni, malattie del fegato, malattie polmonari ostruttive croniche, insufficienza renale oppure soggetti sottoposti a terapia con glucocorticoidi. Per ottenere un'infezione da Klebsiella, organi e tessuti specifici devono essere esposti ai batteri. Ad esempio, la Klebsiella deve entrare nel tratto respiratorio per causare la polmonite, o nel sangue per causare un'infezione del sangue. Le persone che sono ricoverate in ospedale, curate per altre patologie, quando sono richiesti lunghi trattamenti con antibiotici o l'uso di ventilatori (respiratori) o cateteri sono più a rischio per le infezioni da Klebsiella. Le infezioni nosocomiali da Klebsiella sono causate principalmente da Klebsiella pneumoniae , la specie più importante dal punto di vista medico. In misura molto minore,  è stata isolata la K. oxytoca. Si stima che la Klebsiella spp. causi l'8% di tutte le infezioni batteriche nosocomiali negli Stati Uniti e in Europa. Non sono state notate grandi variazioni geografiche nella frequenza. Negli Stati Uniti, la Klebsiella rappresenta dal 3 al 7% di tutte le infezioni batteriche nosocomiali, classificandole tra gli otto patogeni infettivi più importanti negli ospedali e dati raccolti dal Regno Unito e dalla Germania sono notevolmente simili.Le infezioni localizzate più comuni sono nelle vie respiratorie e nel tratto urinario ma la Klebsiella è la seconda causa più comune di batteriemia da Gram-negativi. La gamma di malattie comprende anche tromboflebite, colecistite, diarrea, infezione del tratto respiratorio superiore, infezione delle ferite e dei siti chirurgici, osteomielite, meningite e setticemia. 
I batteri Klebsiella si diffondono solitamente attraverso il contatto con le feci o con strumenti contaminati.
I tassi di mortalità per la polmonite acquisita in ospedale di K. pneumoniae dipende sulla gravità della condizione sottostante, e può superare il 50% nei pazienti vulnerabili, anche se trattati con appropriati farmaci antibatterici.
In ambito nosocomiale si sono sviluppati anche ceppi di Klebsiella ipervirulenti e resistenti agli antibiotici.

### Ceppi Ipervirulenti
A partire dalla metà degli anni '80, è emersa una distinta sindrome delle infezioni invasive da K. pneumoniae acquisite in comunità, caratterizzata principalmente da ascessi epatici piogeni. Queste infezioni sono spesso complicate da devastanti infezioni metastatiche, tra cui endoftalmiti e meningiti.
Contrariamente alla maggior parte delle altre infezioni da K. pneumoniae, circa la metà dei casi si verifica in giovani e individui altrimenti sani. Questa sindrome invasiva è stata per lo più segnalata in Asia: Taiwan, Corea del Sud, Cina, dove negli ultimi decenni la K. pneumoniae è diventata il più comune agente eziologico di ascesso epatico .
I ceppi di  K. pneumoniae che causano queste infezioni invasive sono definiti ipervirulenti.
Questa nuova variante è diversa dal ceppo classico in quanto l'aspetto delle colonie coltivate su una piastra di agar è ipermucoviscoso probabilmente per una sovraespressione dei polisaccaridi delle capsule.
La capsula è considerata come un importante fattore di virulenza nella K. pneumoniae in quanto proteggerebbe i batteri dalla fagocitosi e dall'azione battericida del siero.

### Ceppi antibiotico resistenti
Similmente all'Escherichia coli, la K. pneumoniae può acquisire resistenza a più farmaci antibatterici principalmente attraverso il trasferimento orizzontale di elementi genetici mobili come i trasposoni o i plasmidi. La resistenza agli antibiotici spesso dipende da specifici enzimi in grado di idrolizzarli. I più diffusi e primi ad essere individuati sono stati le beta-lattamasi. La capacità di produrre beta-lattamasi a spettro esteso (in sigla ESBL) può rendere alcuni ceppi batterici resistenti a praticamente tutti gli antibiotici beta-lattamici, l'ampicillina e amoxicillina, cefalosporine ad ampio spettro ecc., ad eccezione dei carbapenemi.
Il fatto che i carbapenemi siano il trattamento di scelta per le infezioni gravi causate da ESBL, insieme ad una crescente incidenza di resistenza ai fluorochinoloni tra le enterobacteriaceae, ha portato ad una maggiore dipendenza dai carbapenemi nella pratica clinica.
Già nel 1994 in Giappone fu isolato un enzima metallo-beta-lattamasi di classe B Ambler che come altri beta-lattamasi di classe A Ambler, isolati nel Nord America dal 2001, si dimostrò capace di idrolizzare gli antibiotici carbapenemi.
L'infezione da enterobacteriaceae resistenti ai carbapenemi (in sigla CRE) o da enterobatteriacee che producono carbapenemasi sta emergendo come una sfida importante nelle strutture sanitarie. La  Klebsiella pneumoniae resistente ai carbapenemi (CRKP) è probabilmente il più noto CRE per un focolaio in Israele iniziato intorno al 2006 all'interno del sistema sanitario locale. Negli Stati Uniti la CRKP è la specie più diffusa di CRE.
I batteri CRKP sono resistenti a quasi tutti gli agenti antimicrobici disponibili e le infezioni da CRKP hanno causato alti tassi di morbilità e mortalità, in particolare tra le persone con ospedalizzazione prolungata e quelle in condizioni critiche e esposte a dispositivi invasivi (ad esempio, ventilatori o cateteri venosi centrali). La preoccupazione è che i carbapenemi vengano spesso usati come farmaco di ultima istanza quando si combattono ceppi batterici resistenti. Nuove lievi mutazioni potrebbero provocare infezioni batteriche resistenti per le quali i professionisti sanitari possono fare molto poco per curare i pazienti.

### Malattie autoimmuni
Alcuni studi supportano l'esistenza di un mimetismo dei batteri Klebsiella pneumoniae con l'antigene di istocompatibilità umana HLA-B27. L'HLA-B27 regola importanti funzioni del sistema immunitario umano e la Klebsiella pneumoniae potrebbe scatenare reazioni autoimmuni. Una ricerca condotta al King's College di Londra ha indicato due molecole di superficie della Klebsiella come correlate alla spondilite anchilosante.